# Part One (The Pacific)
"Part One" también conocido como "Guadalcanal/Leckie" es el estreno de la miniserie de drama bélico estadounidense The Pacific. El episodio fue escrito por el desarrollador de la serie Bruce C. McKenna y dirigido por el productor supervisor Tim Van Patten. Se emitió originalmente en HBO el 14 de marzo de 2010.
La serie se centra en las acciones del Cuerpo de Marines de los Estados Unidos en el Teatro de Operaciones del Pacífico dentro de la Guerra del Pacífico más amplia. Se centra principalmente en las experiencias de tres marines (Robert Leckie, Eugene Sledge y John Basilone) que estaban en diferentes regimientos (1.º, 5.º y 7.º, respectivamente) de la 1.ª División de Marines. El episodio presenta a los personajes, con un enfoque principal en Leckie mientras comienza la campaña de Guadalcanal.
Según Nielsen Media Research, el episodio fue visto por un estimado de 3,08 millones de espectadores en hogares y obtuvo una participación de audiencia de 1,1 entre los adultos de 18 a 49 años. El episodio recibió críticas extremadamente positivas de los críticos, quienes lo consideraron un comienzo prometedor para la serie.

## Trama
En diciembre de 1941, unas semanas después del ataque a Pearl Harbor, Robert Leckie asiste a la iglesia. Al salir, se encuentra con su vecina, Vera Keller. Mientras se ponen al día, Leckie revela que se alistó en el Cuerpo de Marines de los Estados Unidos y dice que le escribirá.
Después de asistir a una reunión militar con el teniente general Chesty Puller, los sargentos John Basilone, J.P. Morgan y Manny Rodríguez cenan en la casa de la familia de Basilone para Navidad y prometen volver a reunirse dentro de un año. Leckie parte hacia un campo de entrenamiento en Newark, Nueva Jersey, y su padre muestra más preocupación por su auto que por despedirse. Al día siguiente, en Mobile, Alabama, Eugene Sledge visita a su amigo de la infancia, Sidney Phillips, quien pronto partirá a los Marines. Sledge también intentó unirse, pero su soplo cardíaco y la desaprobación de su padre le impiden alistarse.
En agosto de 1942 comienza la campaña de Guadalcanal. Leckie es asignado junto con sus colegas (Phillips, Wilbur "Runner" Conley, Lew "Chuckler" Juergens, Bill "Hoosier" Smith y Ronnie Gibson) a una compañía comandada por el capitán Jameson. Al conectarse con el 5.º Regimiento de Marines, la compañía recibe la orden de proteger el aeródromo de la isla de un ataque japonés entrante, especialmente cuando los buques de guerra estadounidenses parten después de una importante derrota en la Batalla de la Isla Savo. Esa noche, la compañía es atacada por tropas japonesas en Tenaru, pero los mantienen a raya y matan a la mayoría de ellos. Jameson, conmocionado, es relevado de su cargo.
Leckie está perturbado por la carnicería que presencia y otras indignidades cometidas por su compañía, incluido dispararle a un soldado japonés indefenso por deporte, lo que impulsa a Leckie a matarlo para poner fin a su sufrimiento. Comienza a escribirle cartas a Vera. El 18 de septiembre, el 7º Regimiento de Marines dirigido por Puller llega a Guadalcanal, con Basilone, Rodríguez y Morgan pasando junto a la destrozada compañía de Leckie mientras marchan. La compañía lee algunas cartas, incluida una que Sledge le escribió a Phillips sobre la vida en Alabama. Al enterarse de que Philips cumplió 18 años hace unas semanas, la compañía canta una versión alterada de "Feliz cumpleaños" mientras se adentran en la jungla.

## Producción

### Desarrollo
El episodio fue escrito por el desarrollador de la serie Bruce C. McKenna y dirigido por el productor supervisor Tim Van Patten.

## Recepción

### Audiencia
En su emisión original en Estados Unidos, la "Part One" fue vista por un estimado de 3,08 millones de espectadores en hogares, con un porcentaje de 1,1 en el grupo demográfico de 18 a 49 años. Esto significa que el 1,1 por ciento de todos los hogares con televisor vieron el episodio.

### Reseñas críticas
"Part One" recibió críticas extremadamente positivas de los críticos. Ramsey Isler de IGN le dio al episodio un "excelente" 8 sobre 10 y escribió: "La historia humana es sin duda el ángulo que esta serie buscará. Las grandes batallas y los actos heroicos pasarán a un segundo plano frente a las historias personales y las tragedias. ¿Será eso suficiente para diferenciar esta serie de los relatos que han cubierto material similar antes? Tal vez, pero aún no ha llegado ese punto".
Emily St. James de The AV Club le dio al episodio una calificación de "B+" y escribió: "La "Parte 1" es uno de los episodios menores de The Pacific, que en general es una producción excelente en todos los aspectos, pero que a menudo parece recurrir a clichés de películas de guerra solo para que las cosas funcionen. La "Parte 1" definitivamente tiene su cuota de esos momentos, cuando el intelectual hastiado del mundo se enfrenta a la inhumanidad del hombre y el general se involucra en arrojar agitación y propaganda sobre cómo vamos a GANAR esta guerra, maldita sea, y el niño que no puede ir a la guerra llora al darse cuenta de que no puede. No quiero decir que estas escenas sean malas, exactamente, o que sean históricamente inexactas. Pero las has visto antes. Y a menudo las has visto mejor hechas".
Alan Sepinwall, de The Star-Ledger, escribió: "Espero que el tema de las imágenes haya sido el más importante y que, por lo tanto, aquellos de ustedes que lo vieron por primera vez esta noche hayan quedado absorbidos por este mundo desde el principio. Y si no, recomiendo encarecidamente que vean la primera parte una segunda vez si tienen tiempo, ya que mejorará enormemente su apreciación en el futuro".  Adam Bryant, de TV Guide, escribió: "Antes de que todos los demás programas de televisión presentaran un escenario tropical o que James Cameron creara un universo en 3D llamado Pandora, la jungla probablemente se sentía como otro mundo. Por lo tanto, es apropiado que el equipo de producción se haya esforzado tanto en algunas de las escenas iniciales para hacer que la jungla cubierta de vegetación (el escenario de gran parte de esta sangrienta historia) fuera tan intimidante como el enemigo japonés que se acercaba". 
Paul MacInnes, de The Guardian, escribió: "Su comandante, el teniente coronel "Chesty" Puller, describe su tarea de la siguiente manera: "Los marines lucharán contra los japoneses en pequeñas partículas de tierra de las que nunca hemos oído hablar. "Las palabras de Puller llegan durante una inducción de sus hombres a finales de 1941. Para el otoño siguiente el tono es menos jocoso".  Nick Horton de Den of Geek escribió: "Se ha hablado mucho del presupuesto de producción de más de 200 millones de dólares, y con el material promocional firmemente concentrado en el alcance del mismo, parece apropiado comenzar con el aspecto visual de las cosas. No se equivoquen, esta producción es enorme. Han tirado la mayor parte de ese dinero a la pantalla, y se nota. Tuve la suerte de verla en la pantalla grande, y honestamente se veía mejor que algunos éxitos de taquilla de gran presupuesto recientes que he visto". 